# NGC 6060
NGC 6060 ist eine Balken-Spiralgalaxie vom Hubble-Typ SBc im Sternbild Herkules am Nordsternhimmel. Sie ist schätzungsweise 203 Millionen Lichtjahre von der Milchstraße entfernt und hat einen Durchmesser von etwa 120.000 Lichtjahren.
Im selben Himmelsareal befinden sich u. a. die Galaxien NGC 6032, NGC 6035, NGC 6052, NGC 6064.
Die Typ-IIb-Supernova SN 1997dd wurde hier beobachtet.
Das Objekt wurde am 22. Juni 1876 vom französischen Astronomen Édouard Stephan entdeckt.